# جيم أوتو
جيم أوتو (بالإنجليزية: jim otto)‏ هو لاعب كرة قدم أمريكية أمريكي، ولد في 5 يناير 1938 في واوسو في الولايات المتحدة.

## وصلات خارجية
- جيم أوتو على موقع مرجع كرة القدم المحترفة.كوم (الإنجليزية)
- جيم أوتو على موقع قاعة كاليفورنيا للمشاهير الرياضية (الإنجليزية)
- جيم أوتو على موقع IMDb (الإنجليزية)
- جيم أوتو على موقع الموسوعة البريطانية (الإنجليزية)
- جيم أوتو على موقع إن إن دي بي (الإنجليزية)